# Nguyễn Huy Hoàng (vận động viên bơi lội)
Nguyễn Huy Hoàng (sinh ngày 10 tháng 7 năm 2000) là một vận động viên bơi lội người Việt Nam. Anh từng đạt thành tích huy chương đồng 800m tự do và huy chương bạc 1.500m tự do nam tại ASIAD 2018 Indonesia; huy chương vàng 800m tự do nam tại Thế vận hội trẻ 2018 Argentina.

## Thân thế sự nghiệp
Nguyễn Huy Hoàng sinh ngày 10 tháng 7 năm 2000, tại thôn Thanh Tiến, xã Tiến Hóa, huyện Tuyên Hóa, tỉnh Quảng Bình. Anh là con út trong gia đình có 6 anh em, cha mẹ làm nghề chài lưới bên bờ sông Gianh.
Do ảnh hưởng gia đình, từ nhỏ anh đã sớm chứng tỏ khả năng bơi lội. Năm 2011, khi đang còn là học sinh trường tiểu học Tiến Hóa, Nguyễn Huy Hoàng tham gia Hội khỏe Phù Đổng tỉnh và sau đó được chọn vào đội tuyển năng khiếu của tỉnh, được đào tạo tại Trung tâm huấn luyện thể dục thể thao tỉnh Quảng Bình. Hai năm sau, anh được tuyển chọn đào tạo tại Trung tâm huấn luyện thể thao quốc gia TP.HCM, sau đó là Trung tâm huấn luyện thể thao quốc gia ở Cần Thơ.
Năm 2013, chỉ sau 2 năm tập luyện, anh đã giành được huy chương vàng ở giải vô địch trẻ quốc gia khi mới 13 tuổi. Với thành tích này, anh được gọi vào đội tuyển trẻ quốc gia.
Năm 2015, trong lần thi đấu quốc tế đầu tiên tại giải vô địch các nhóm tuổi trẻ bơi lội Đông Nam Á, anh trở thành hiện tượng khi giành được 5 huy chương vàng ở các nội dung 400m tự do, 1.500m tự do, 200m bướm, 200m bơi sải và tiếp sức 4x100m. Ngoài ra, anh còn phá kỷ lục lứa tuổi ở các nội dung 200m bướm, 400m tự do và 1.500m tự do.
Tại Giải vô địch quốc gia 2016, anh giành được huy chương vàng ở nội dung 1.500m, phá vỡ thế thống trị ở quốc gia của đàn anh Lâm Quang Nhật.
Năm 2017, tại SEA Games 29 Malaysia, anh giành được huy chương vàng ở nội dung 1.500m, phá sâu kỷ lục SEA Games với thành tích 15 phút 20 giây 20.
Năm 2018, anh lần lượt giành được huy chương đồng 800m tự do. và huy chương bạc 1.500m tự do nam tại ASIAD 2018 Indonesia; huy chương vàng 800m tự do nam tại Thế vận hội trẻ 2018 Argentina.
Năm 2019, tại SEA Games 30 Philippines, anh giành huy chương vàng 1.500m, 400m tự do nam và phá sâu kỷ lục SEA games ở cả 2 nội dung. Đồng thời đạt chuẩn A tham dự Olympic 2020 ở nội dung 1.500m tự do nam trước đó anh cũng đã đạt chuẩn A ở nội dung 800m tự do.
Năm 2022 tại SEA Games 31 Vietnam, anh giành huy chương vàng 1.500m, 400m tự do nam và cùng đội tuyển tiếp sức 4x200m tự do nam giành huy chương vàng kèm theo kỷ lục lịch sử SEA Games với thành tích 7:16.31. Vào ngày thi đấu cuối môn bơi ở SEA Games 31 anh bảo vệ thành công huy chương vàng nội dung 800m nam và bất ngờ về nhất ở nội dung 200m bướm với thành tích 1.58.81.
Năm 2023 tại SEA Games 32 Cambodia, Huy Hoàng giành 3 huy chương vàng 400m tự do, 1500m tự do, 4x200m tự do nam và huy chương đồng 200m bướm.
Tháng 10/2023 tại Asian Games 19 Hàng Châu, Huy hoàng giành 2 huy chường đồng 400m tự do (3:49.16), 800m tự do (7:51.41)
Thành tích tốt nhất hiện tại của Nguyễn Huy Hoàng: 
| Nội dung      | Thành tích | Sự kiện              | Ngày                 |
| ------------- | ---------- | -------------------- | -------------------- |
| 200m bướm     | 1.58.81    | SEA Games 31 2021    | 19 tháng 05 năm 2021 |
| 200m tự do    | 1.49.36    | SEA Games 31 2021    | 18 tháng 05 năm 2021 |
| 400 m tự do   | 3:48.06    | SEA Games 31 2021    | 16 tháng 05 năm 2022 |
| 800 m tự do   | 7:50:20    | Thế vận hội trẻ 2018 | 7 tháng 10 năm 2018  |
| 1.500 m tự do | 14:58:14   | SEA Games 30th 2019  | 5 tháng 12 năm 2019  |